# Henry Brett (Journalist)

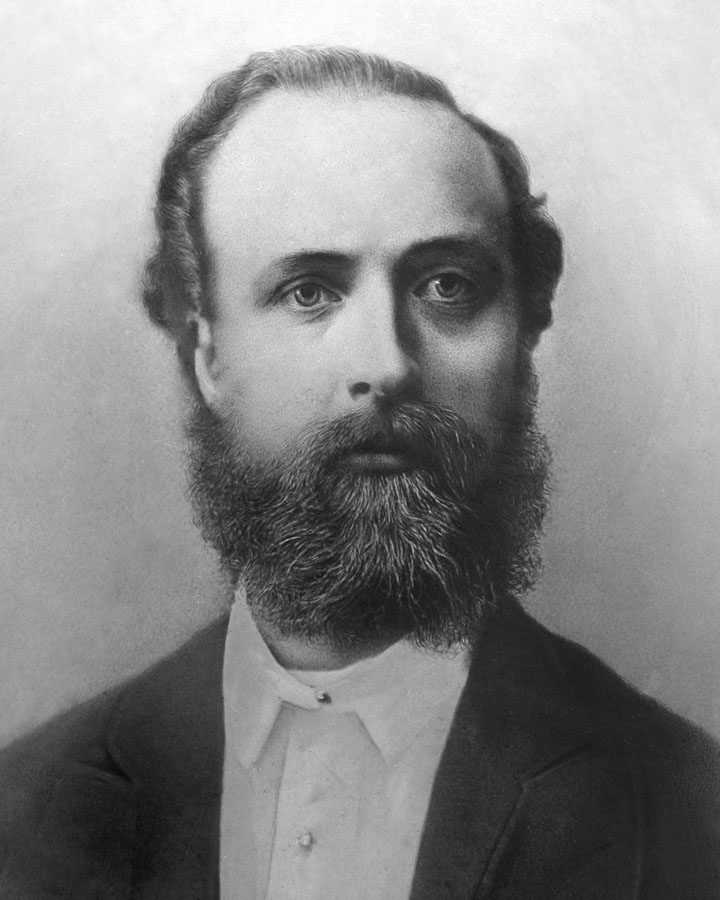
Henry Brett

Sir Henry Brett (* 25. Februar 1843 in St Mary Magdalen, Grafschaft Sussex, England; † 29. Januar 1927 in Rotorua, Region Bay of Plenty, Neuseeland) war ein neuseeländischer Journalist, Zeitungsbesitzer, Verleger, Schriftsteller und Politiker.

## Frühes Leben
Henry Brett wurde am 25. Februar 1843 als Sohn der Eheleute Mary Ann Elizabeth Hallows und des Schneiders Henry Brett, in St Mary Magdalen, nahe Hastings in der Grafschaft Sussex geboren. Über seine Kindheit ist nichts bekannt. Seine Ausbildung in Bezug auf das Zeitungs- und Verlagswesen erhielt Henry über seinen Onkel T. R. Brett, der Lokalhistoriker, Schreibwarenhändler und Zeitungsbesitzer war.

## Neuseeland
1862 wanderte Brett an Bord der Hanover nach Neuseeland aus. Als das Schiff am 17. September 1862 den Hafen von Auckland erreichte, kam der Eigentümer der Zeitung The Daily Southern Cross an Bord einen Schiffsreporter suchend. Er fand Henry Brett und stellte ihn sofort für die Tätigkeit ein. Brett arbeitete drei Jahre für das Blatt und wechselte anschließend zum New Zealand Herald, wo er fünf Jahre als Reporter tätig war. Im Stadtteil Parnell, in Sichtweite der auf der anderen Seite des Waitematā Harbour liegenden Mount Victoria Signalstation wohnend, konnte er sofort erkennen, wenn ein Schiff im Rangitoto Channel gesichtet worden war. Dann heuerte er einen Bootsmann an, der ihn dann zum Schiff ruderte. So erfuhr er zu aller erst die neuesten Nachrichten aus Übersee und konnte diese für seine Artikel verwenden.
1870 verließ Brett den New Zealand Herald und kaufte sich im März des Jahres als gleichberechtigter Partner in den Evening Star ein, aus dem später der Auckland Star wurde. Sechs Jahre später wurde er alleiniger Eigentümer und Thomson Wilson Leys Herausgeber der Abendzeitung. 1889 wurde Leys Teilhaber des Unternehmens und 1900 gründeten Brett und Leys zusammen die Brett Printing and Publishing Company. Brett schaffte es aus dem Evening Star, der 1872 noch eine Auflage von 2700 Exemplaren hatte, über den Auckland Star 1898 eine Abendausgabe mit über 15.000 Exemplaren pro Tag zu machen. Brett führte die Fotogravur in Neuseeland ein und gründete 1890 das wöchentlich erscheinende Frauenjournal The New Zealand Graphic and Ladies’ Journal. Des Weiteren gab er eine Reihe von populären Reiseführern, wie den Brett's Colonists' Guide, den Brett's Gardening Guide und Brett's New Zealand und den South Pacific Pilot sowie einen Almanach, wie den Brett's Auckland Almanac heraus. Auch war er Herausgeber historischer Werke und Autor des zweibändige Werks „White Wings“ als Beispiel. Zusammen mit Henry Hook schrieb er eine Geschichte über die Albertland-Siedlung, (The Albertlanders (1927)).
Brett engagierte sich zusätzlich in der Lokalpolitik von Auckland, wurde Vorsitzender des Parnell Highway Board und Mitglied des Auckland Harbour Board sowie des Auckland City Council. Von 1877 bis 1878 wurde Brett für ein Jahr in das Amt des Bürgermeisters von Auckland gewählt. 1978 nahm er das Amt des Friedensrichters an, wurde Mitglied des Verwaltungsrats der Auckland College and Grammar School und war eine Zeit lang Präsident des Auckland Mechanics' Institute. Des Weiteren war er Gründungsmitglied der Newspaper Proprietors' Association of New Zealand und rund 40 Jahre lang Direktor der United Press Association. Brett entwickelte ein großes Interesse an Gartenbau und an der Musik. Er sang über 50 Jahre lang in ganz Auckland in verschiedenen Chören und stiftete zur Eröffnung des Rathauses in Auckland im Jahr 1911 eine Orgel.
Mit der Veröffentlichung vom 29. Dezember 1925 in der London Gazette wurde Brett mit Wirkung vom 1. Januar 1926 für seine öffentlichen Verdienste zum Ritter geschlagen. Zwei Mal zuvor hatte er die Ehrung allerdings ausgeschlagen.
Am 29. Januar 1927 verstarb er während eines Urlaubs in Rotorua.

## Privates
Am 22. November 1864 heiratete Brett seine Jugendfreundin Mary Moon und zog mit ihr 1886 nach Takapuna, einem heutigen Stadtteil von Auckland um. Ihr Anwesen lag am Südufer des Lake Pupuke und wurde zu einer Vorzeigeadresse von Auckland. Aus der Ehe mit Mary Moon gingen sechs Kinder hervor.
Nach dem Tod ihres Mannes schenkte Mary Brett ihr Haus in Takapuna der anglikanischen Kirche, um es als Waisenhaus nutzen zu können.

## Werke
als Herausgeber
- 1883 – Thomson W. Leys: Brett's Colonists' Guide and Cyclopædia of Useful Knowledge. Hrsg.: Henry Brett. Auckland 1883 (englisch).
- 1873 – Reed and Brett (Hrsg.): Reed and Brett's Auckland almanac, provincial handbook and strangers' vade mecum. Auckland 1873 (englisch).
- 1880 – T. C. Tilly: Brett's New Zealand and South Pacific Pilot. Hrsg.: Henry Brett. Auckland 1880 (englisch).
- 1920 – Henry Brett (Hrsg.): Brett's Gardening Guide und Brett's New Zealand. Auckland 1920 (englisch).

als Autor
- 1887 – Henry Brett: Ko te Hahi o Ihukaraiti ote Hunga Tapu Ongara, o Muri Nei e kiia nei Ko te Hahi Moromona. Hrsg.: Henry Brett. Auckland 1887 (Māori, englisch).
- 1924 – Henry Brett: White Wings. Band 1. Brett Printing, Auckland 1924 (englisch, 1976 von Capper Press in Christchurch neu verlegt).
- 1927 – Henry Brett, Henry Hook: The Albertlanders. brave pioneers of the 'sixties. Hrsg.: Henry Brett. Auckland 1927 (englisch).
- 1928 – Henry Brett: White Wings. Band 2. Brett Printing, Auckland 1928 (englisch, Posthum veröffentlicht; 1976 von Capper Press in Christchurch neu verlegt).